# Austin (Arkansas)
Pour les articles homonymes, voir Austin.
Austin est une ville située dans l’État américain de l'Arkansas, dans le comté de Lonoke.

## Démographie
| 1900 | 1910 | 1920 | 1930 | 1940 | 1950 |
| ---- | ---- | ---- | ---- | ---- | ---- |
| 196  | 177  | 163  | 123  | 145  | 154  |

| 1960 | 1970 | 1980 | 1990 | 2000 | 2010  |
| ---- | ---- | ---- | ---- | ---- | ----- |
| 210  | 236  | 269  | 235  | 605  | 2 038 |